# Armon Johnson
Armon Johnson (Reno, Nevada, 23. veljače 1989.) američki je profesionalni košarkaš. Igra na poziciji razigravača, a trenutačno je član NBA momčadi Portland Trail Blazersa. Izabran je u 2. krugu (34. ukupno) NBA drafta 2010. od strane istoimene momčadi.

## Vanjske poveznice
- Profil na NBA Draft.net
- Profil na ESPN.com